# Noriko Ōkuma
Noriko Ōkuma (jap. 大熊 倫子, Ōkuma Noriko; * 31. August 1980 in der Präfektur Saitama) ist eine japanische Badmintonspielerin. 

## Karriere
Noriko Ōkuma siegte 2005 sowohl bei den Miami PanAm International als auch bei den Peru International. 2005 war sie bei den Swedish International Stockholm erfolgreich. Im gleichen Jahr nahm sie auch an der Badminton-Weltmeisterschaft teil. Bei den Australian Open 2007 wurde sie Zweite.

## Sportliche Erfolge
| Saison | Veranstaltung                   | Disziplin   | Platz | Name                            |
| ------ | ------------------------------- | ----------- | ----- | ------------------------------- |
| 2005   | Miami PanAm International       | Damendoppel | 1     | Miyuki Tai / Noriko Okuma       |
| 2005   | Peru International              | Damendoppel | 1     | Noriko Okuma / Miyuki Tai       |
| 2005   | Swedish International Stockholm | Damendoppel | 1     | Miyuki Tai / Noriko Okuma       |
| 2006   | Indonesia International         | Damendoppel | 1     | Miyuki Tai / Noriko Okuma       |
| 2007   | Australian Open                 | Damendoppel | 2     | Michiko Kanagami / Noriko Okuma |

## Referenzen
- Noriko Ōkuma beim Badminton-Weltverband